# سیلور کریک (کنتاکی)
سیلور کریک (کنتاکی) (به انگلیسی: Silver Creek (Kentucky)) رودخانه‌ای است که در ایالات متحده آمریکا جریان دارد.